# Heinz Eyrich

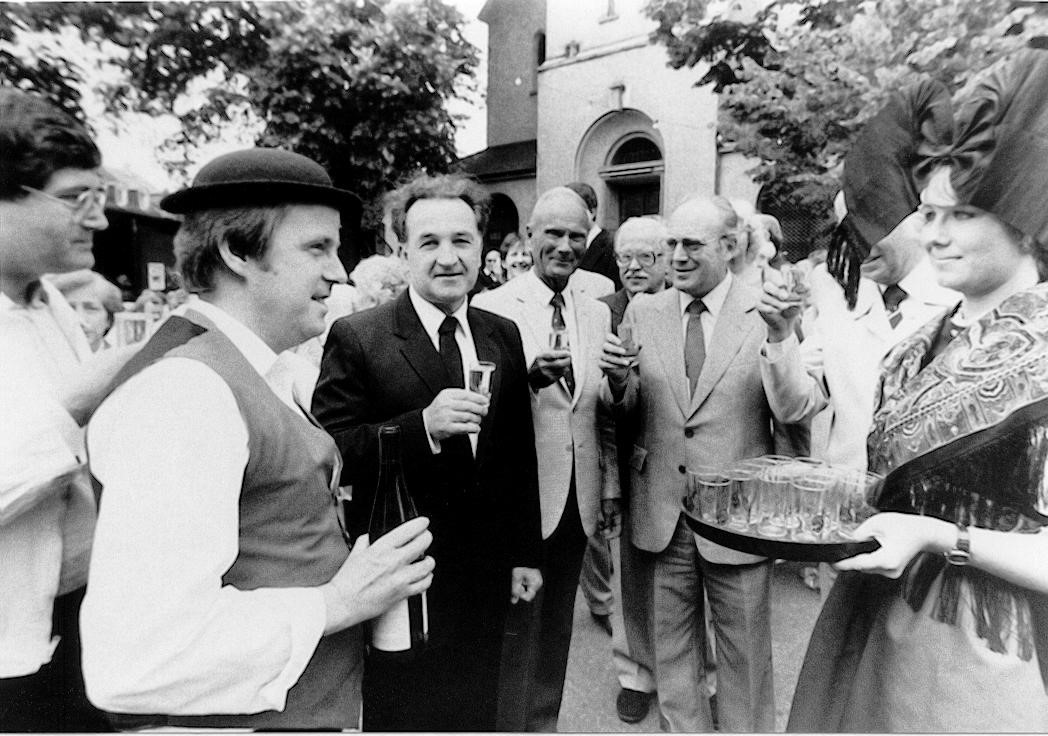
Franz Kern, Eugen Keidel und Heinz Eyrich, mit Gläsern, von links (im Anzug, mit Gläsern) bei der Eröffnung des ersten „Herdermer Hocks“ 1979.

Heinz Eyrich (* 1. Februar 1929 in Tuttlingen; † 28. August 2015 in Freiburg im Breisgau) war ein deutscher Jurist und Politiker (CDU), der Mitglied des Landtags von Baden-Württemberg war und zwischen 1978 und 1992 verschiedene Ministerposten (insbesondere als Justizminister und Minister für Bundesangelegenheiten) in Baden-Württemberg bekleidete.

## Ausbildung und Beruf
Eyrich studierte nach dem Abitur 1948 Rechts- und Staatswissenschaften an der Universität Freiburg, wo er 1953 zum Dr. jur. promovierte. 1952 und 1957 machte er seine Staatsprüfungen. Danach war er als Gerichtsassessor in Freiburg. 1965 wurde er Amtsgerichtsrat, 1966 Erster Staatsanwalt.

## Politische Tätigkeit
Seit 1955 engagierte sich der evangelische Eyrich auch politisch mit dem Eintritt in die CDU. Von 1962 bis 1969 saß er im Gemeinderat der Stadt Freiburg. 1965 war er für vier Jahre Vorsitzender der Jungen Union in Südbaden. 1969 wurde Eyrich (Wahlkreis Lörrach-Müllheim) in den Deutschen Bundestag gewählt, dem er bis 1978 angehörte.
Nach dem Rücktritt von Ministerpräsident Hans Filbinger in Baden-Württemberg 1978 holte ihn dessen Nachfolger Lothar Späth in sein Kabinett. Eyrich wurde Justizminister von Baden-Württemberg. Dieses Amt bekleidete er bis 1991. 1980 zog Eyrich auch in den Landtag von Baden-Württemberg als Abgeordneter ein.
1983 übernahm Eyrich, nach dem Rücktritt von Innenminister Roman Herzog, für einige Monate auch das Amt des baden-württembergischen Innenministers. Nach der Landtagswahl 1984 wurde dem Justizministerium auch die Vertretung des Landes beim Bund zugeordnet. Eyrich war somit Justizminister sowie Minister für Bundesangelegenheiten, ab 1987 auch für Europaangelegenheiten. Nach dem Rücktritt Späths als Ministerpräsident 1991 übernahm ihn dessen Nachfolger Erwin Teufel in sein erstes Kabinett und übertrug ihm das Ressort für Bundes- und Europaangelegenheiten. Neuer Justizminister wurde jedoch Helmut Ohnewald.
Nach der Landtagswahl 1992 verlor Eyrich sein Direktmandat (des Wahlkreises Lörrach) im Landtag. Das Land wurde dann von einer Großen Koalition regiert. Eyrich musste sein Ministeramt aufgeben. Er war danach als Rechtsanwalt in Müllheim/Baden tätig.

## Familie und Privates
Heinz Eyrich war seit 1956 verheiratet mit Elfriede Eyrich, geborene Fischer, und Vater eines Sohnes und einer Tochter. Er lebte in Todtnauberg und starb am 28. August 2015 im Alter von 86 Jahren in Freiburg an den Folgen einer Lungenerkrankung.

## Sonstige Ämter und Auszeichnungen
Neben seinen politischen Aktivitäten war Eyrich auch kulturell aktiv. So war er lange Zeit Präsident des Deutschen Sängerbundes (DSB).
1981 wurde ihm die Senator-Lothar-Danner-Medaille verliehen. Im Jahr 1984 erhielt Eyrich das Große Bundesverdienstkreuz und am 9. Mai 1987 die Verdienstmedaille des Landes Baden-Württemberg. 2009 ehrte ihn Ministerpräsident Günther Oettinger mit der Großen Staufermedaille in Gold.